# Psapharochrus bicuspis
Psapharochrus bicuspis là một loài bọ cánh cứng trong họ Cerambycidae.